# Karl Carstens
Pour les articles homonymes, voir Carstens.
Karl Carstens (en allemand : /kaʁl ˈkaʁstn̩s/ ), né le 14 décembre 1914 à Brême et mort le 30 mai 1992, est un homme d'État ouest-allemand membre de l’Union chrétienne-démocrate (CDU). Il est président du Bundestag de 1976 à 1979 puis président de la République fédérale d'Allemagne (Bundespräsident) de 1979 à 1984.

## Biographie

### Sous la République de Weimar et le Troisième Reich
Juriste, Karl Carstens suit un cursus international en droit et science politique au sein des facultés de Francfort, Dijon, Munich, Königsberg et Hambourg au cours des années 1930. Devenu avocat en 1939, il est contraint, comme la plupart de ses collègues de l'époque hitlérienne, d'adhérer au NSDAP. À partir de 1934, il appartient au Sturm 5/75 des SA, organisation paramilitaire du NSDAP.
En 1944, il épouse Veronica Prior.

### Après la Seconde Guerre mondiale
Soldat durant la guerre, il ouvre en 1948 un cabinet d'avocat dans sa ville de Brême, avant de reprendre des études de droit en 1949 à l’université Yale.
Il occupe le poste de conseiller juridique du Sénat de Brême dans les années 1940 et 1950, avant de devenir l'un des représentants de l'Allemagne au Conseil de l'Europe.

## Carrière politique

### Haut fonctionnaire
C'est en 1955 qu'il décide de rejoindre la CDU. Parallèlement, il entre au service du gouvernement dans les années 1950. Il exercera des fonctions de direction tout d'abord au sein de l’office des Affaires étrangères, puis au ministère fédéral de la Défense. Par la suite, il deviendra Directeur de la chancellerie fédérale, dans la dernière année de mandat du chancelier Kiesinger.

### Député fédéral
Pardoxalement, ce n'est qu'en 1972 que Karl Carstens est élu pour la première fois au Bundestag. Il deviendra rapidement, dès le mois de mai 1973, le président du groupe CDU/CSU, alors dans l'opposition. Dans ce cadre, il sera un critique acerbe du gouvernement SPD, en l'accusant de céder trop facilement aux thèses de l'aile la plus à gauche de la majorité et en déplorant son manque de fermeté à l'égard de l'extrême-gauche.
Les élections de 1976 sont une demi-victoire pour la CDU/CSU. Si elle ne parvient pas à renverser la majorité SPD-FDP, elle retrouve sa place de principal groupe parlementaire, ce qui vaut à Karl Carstens d'être élu président du Bundestag.

## Président fédéral
Les chrétiens-démocrates gouvernant également la majorité des Länder, l’Assemblée fédérale élit Carstens président fédéral le 23 mai 1979, face à l'ex-présidente du Bundestag, Annemarie Renger. Durant son mandat, il s'attachera à renouer les liens entre la classe politique et la population, notamment en pratiquant à travers tout le pays de grandes randonnées à pied, dont il est - comme de nombreux Allemands - un pratiquant assidu.
Son mandat arrivant à terme en 1984, il n'en sollicite pas le renouvellement. La même année, il est lauréat du prix international Charlemagne d'Aix-la-Chapelle.